# Sofia Đệ Nhất
Sofia Đệ Nhất (tựa đề tiếng Anh: Sofia the First) là một loạt phim truyền hình hoạt hình CGI của Mỹ được công chiếu vào ngày 18 tháng 11 năm 2012, do Disney Television Animation sản xuất cho Disney Channel và Disney Jr.. Jamie Mitchell là giám đốc và điều hành sản xuất và Craig Gerber là người sáng tạo, biên tập câu chuyện và nhà sản xuất. Chương trình kể về cuộc phiêu lưu của Sofia, do Ariel Winter thủ vai. Sofia trở thành công chúa, không lâu sau lễ cưới của mẹ cô, Miranda với Vua Roland II của Enchancia. Chương trình có các bài hát của John Kavanaugh và Erica Rothschild và phần nhạc của Kevin Kliesch. Trên thực tế, bộ phim này còn được phát lại các tập trên Disney Jr. vào năm 2016 trên VTV2. Tháng 8 năm 2018, trên mạng xã hội xuất hiện thông tin là bộ phim này có thể bị ngừng phát sóng. Vì nhiều lý do khách quan, tập cuối cùng đã được lên sóng vào ngày 8 tháng 9 năm 2018, chính thức dừng lại sau 6 năm phát sóng. Dự kiến loạt phim mới Sofia the First: Royal Magic ra mắt vào năm 2026.

## Lịch sử
Tập thử nghiệm của series "Once Upon a Princess", được công chiếu vào ngày 18 tháng 11 năm 2012, trên Disney Channel, với sự góp mặt của Cinderella. Flora, Fauna, và Merryweather là 3 nàng tiên tốt bụng xuất hiện từ người đẹp ngủ trong rừng cũng được giới thiệu là giáo viên. Bản thân bộ truyện đã được công chiếu vào ngày 11 tháng 1 năm 2013, trên Disney Channel trong thời gian phát song song với Disney Junior. Disney Junior đã làm mới nội dung cùng tên cho mùa thứ hai vào ngày 5 tháng 3 năm 2013 và sau đó loạt phim được gia hạn thành phần thứ ba vào ngày 8 tháng 1 năm 2014. Tập dài thứ hai của chương trình là The Floating Palace phát sóng vào ngày 24 tháng 11 năm 2013, với sự xuất hiện của Ariel. Tập phim dài gấp đôi thứ ba là lời nguyền của Công chúa Ivy được phát sóng vào ngày 23 tháng 11 năm 2014, có Rapunzel. Vào ngày 14 tháng 4 năm 2015, loạt phim đã được Disney Junior gia hạn thêm phần thứ tư. Vào ngày 29 tháng 1 năm 2015, một loạt phim phụ được công bố có tựa đề Elena of Avalor. Bộ phim được công chiếu vào ngày 22 tháng 7 năm 2016, trên Disney Channel. Ngoài ra, một bộ phim truyền hình được công chiếu vào ngày 20 tháng 11 năm 2016, có tựa đề Elena và Bí mật của Avalor, có các nhân vật trong Sofia the First. Tập cuối cùng của loạt phim, "Forever Royal" được phát sóng vào ngày 8 tháng 9 năm 2018.

## Cốt truyện
Sofia là một trong số những người rất đặc biệt. Cô xuất thân từ một cô gái trẻ vốn sống ở quê nhà. Cô sau đó được mời bước vào cung điện xa hoa của giới thượng lưu, và sống cùng những người con của nhà vua là Amber và James, không lâu sau lễ cưới của mẹ cô với nhà vua. Cùng với sự giúp đỡ của Fauna, Flora và Meryweather và sự giáo dục của hiệu trưởng trường học hoàng gia (nơi Sofia và nhóm bạn của cô đang theo học), Sofia dần học được cách làm quen với gia đình mới. Sofia nhận ra rằng để có được vẻ ngoài của một công chúa thì không hề khó, cái khó là có được những phẩm chất thực sự của công chúa đó là: lòng trung thực, trung thành, dũng cảm, độc lập, nhân hậu và lịch sự.

## Diễn viên và ký tự

### Diễn viên chính
- Ariel Winter trong vai Sofia Cordova
- Darcy Rose Byrnes trong vai Vương nữ Amber
- Zach Callison / Tyler Merna / Nicolas Cantu trong vai Vương tử James
- Sara Ramirez trong vai Vương hậu Miranda
- Travis Willingham trong vai Quốc vương Roland II
- Jess Harnell trong vai Phù thủy Cedric
- Wayne Brady trong vai Clover
- Tim Gunn trong vai Baileywick

### Các khách mời đặc biệt

#### Cáccông chúa Disney
- Jennifer Hale trong vai Cinderella (từ tập thử nghiệm đầu tay "Sofia The First - Once Upon a Princess")
- Linda Larkin / Lea Salonga trong vai Jasmine (từ tập "Two to Tangu")
- Julie Nathanson trong vai Belle (từ tập "The Amulet and the Anthem")
- Jodi Benson trong vai Ariel (từ tập "The Floating Palace")
- Kate Higgins trong vai Aurora (từ tập "Holiday in Enchancia")
- Ming-Na Wen / Lea Salonga trong vai Mulan (từ tập "Những nàng công chúa được giải cứu")
- Katherine Von Till as Snow White (từ tập "The Enchanted Feast")
- Mandy Moore trong vai Rapunzel (từ tập "Lời nguyền của Công chúa Ivy")
- Anika Noni Rose trong vai Tiana (từ tập "Món quà mùa đông")
- Ruth Connell trong vai Merida (từ tập "Thư viện bí mật")

## Tiếp nhận
Vào tháng 10 năm 2012, Sofia ban đầu được xác định là công chúa gốc Tây Ban Nha đầu tiên của Disney khi một nhà sản xuất phát biểu trong chuyến tham quan báo chí. Một tổng giám đốc Disney Junior sau đó đã giải thích rằng: "Sofia là một cô gái trong truyện cổ tích sống trong một thế giới cổ tích. Tất cả các nhân vật của chúng ta đều đến từ những vùng đất tưởng tượng có thể phản ánh các yếu tố của nhiều nền văn hóa và sắc tộc khác nhau nhưng không có ý nghĩa nào đại diện cụ thể cho những nền văn hóa trong thế giới thực đó". Sofia có một di sản cổ tích hỗn hợp, như một phát ngôn viên của Disney đã kể lại. Mẹ của Sofia, Nữ hoàng Miranda, được sinh ra ở một vùng đất hư cấu, Galdiz, một nơi có ảnh hưởng tiếng Latinh. Miranda đã gặp cha của Sofia, Birk Balthazar, người được chào đón từ vương quốc Freezenberg, và họ cùng nhau chuyển đến Enchancia, nơi mà Sofia được sinh ra.
Galdiz dựa trên Tây Ban Nha và Freezenberg dựa trên Scandinavia. Giám đốc điều hành National Hispanic Media Coalition đã giải thích mô tả nửa tiếng Tây Ban Nha (có cảm hứng) của Kanter về Sofia vì cô ấy không đủ tiêu chuẩn là người Latina.
Người sáng tạo loạt phim Craig Gerber sau đó đã tạo ra loạt phim phụ công chúa Elena xứ Avalor, có công chúa Latina làm nhân vật chính. Gerber giải thích trong một cuộc phỏng vấn với hãng tin ABC: "Những gì kinh nghiệm từ Sofia cho tôi thấy là nhu cầu ở một công chúa Latina", Gerber nói. "Đó là một sai sót do nhà sản xuất đưa ra có thể khiến thông báo này không bao giờ được đưa ra một cách lan truyền. Sofia không phải là Latina và không bao giờ có ý định trở thành công chúa Latina đầu tiên. Nhưng nó thực sự minh chứng cho việc mọi người thực sự muốn có một công chúa Latina, và tôi nghĩ nó chắc chắn đã sôi sục trong tâm trí tôi và là một phần của nguồn cảm hứng để tôi nảy ra ý tưởng này".
Sofia the First: Once Upon a Princess công chiếu trên Disney Channel vào ngày 18 tháng 11 năm 2012, thu hút 8,17 triệu người xem (khi xếp hạng trực tiếp + 7 được lập bảng), trở thành chương trình truyền hình cáp số 1 mọi thời đại dành cho trẻ em 2–5 và các bé gái 2–5. Nó cũng lập kỷ lục về số 1 chương trình truyền hình cáp dành cho lứa tuổi mầm non về tổng số người xem và dành cho người lớn từ 18–49.